# Dusina (kanton zenicko-dobojski)
Dusina – wieś w Bośni i Hercegowinie, w Federacji Bośni i Hercegowiny, w kantonie zenicko-dobojskim, w mieście Zenica. W 2013 roku liczyła 143 mieszkańców, z czego większość stanowili Boszniacy.